# 鳥居忠見
鳥居 忠見（とりい ただみ）は、江戸時代中期の下野国壬生藩の世嗣。官位は従五位下・兵庫頭。

## 略歴
3代藩主・鳥居忠意の四男として誕生。
長兄・忠求が早世、甥・忠貴が廃嫡されたため、寛政3年（1791年）に壬生藩嫡子となる。しかし、家督相続前の寛政6年（1794年）に没した。代わって、次男・忠燾が嫡子となった。